# Pés por segundo
Os pés por segundo é uma unidade física, tanto de rapidez (grandeza escalar) quanto de velocidade (grandeza vetorial, tem direção, sentido e módulo). Expressa a distância (em pés) viajada ou deslocada, dividida pelo tempo (em segundos). A unidade correspondente no Sistema Internacional de Unidades (SI) é o metro por segundo.
No que diz respeito as abreviaturas, incluem as seguintes : ft/s, ft/seg e fps, e raramente utilizado na notação científica, ft s-1.

## Conversões
1 pé por segundo, é equivalente :
0,3048 metros por segundo
0.68181818...(3600/5280) milhas por hora
1.09728quilômetros por hora
Inversamente (todos estes são aproximados):
1 metro por segundo = 3.2808 pés por segundo
1 milha por hora = 1.46666... (5280/3600) pés por segundo
1 quilômetro por hora = 0.9113 pés por segundo